# Isabel Martínez de Perón
María Estela Martínez de Perón Cartas (phát âm tiếng Tây Ban Nha: [isaβel Martines]; sinh ngày 4 tháng 2 năm 1931), hay Isabel Martínez de Perón hay Isabel Perón, là cựu tổng thống Argentina. Bà là vợ thứ ba của cựu tổng thống Juan Perón. Trong thời gian chồng bà làm tổng thống nhiệm kỳ thứ ba giai đoạn 1973-1974, Isabel đảm nhiệm cả hai vị cương vị phó tổng thống và đệ nhất phu nhân. Sau cái chết của chồng mình lúc đương chức vào năm 1974, Isabel từng là tổng thống của Argentina từ 1 tháng 7 năm 1974 đến 24 tháng 3 năm 1976. Điều này đã giúp bà trở thành nữ tổng thống đầu tiên trên thế giới.
Năm 2007, một thẩm phán Argentina ra lệnh bắt giữ Isabel Perón với cáo buộc sự biến mất bắt buộc của một nhà hoạt động vào tháng 2 năm 1976, trên cơ sở là sự biến mất được ủy quyền ký kết nghị định cho phép các lực lượng vũ trang của Argentina có hành động chống lại "những kẻ lật đổ". Bà đã bị bắt gần nhà ở Tây Ban Nha vào ngày 12 tháng 1 năm 2007. Tòa án Tây Ban Nha sau đó đã từ chối dẫn độ bà sang Argentina.